# Eduardo Toba
Eduardo Toba Muíño (n. Mugía, La Coruña, España, 14 de abril de 1923; d. La Coruña, España, 3 de agosto de 2001) fue un entrenador de fútbol español. Estudió la carrera de Medicina y obtuvo el título de entrenador nacional de fútbol en 1951.

## Clubes
| Club                              | País       | Año         |
| --------------------------------- | ---------- | ----------- |
| Real Club Deportivo de La Coruña  | España     | 1954 - 1955 |
| Real Oviedo                       | España     | 1956 - 1957 |
| Real Club Deportivo de La Coruña  | España     | 1958 - 1959 |
| Selección de fútbol de Costa Rica | Costa Rica | 1960        |
| Club Sport Herediano              | Costa Rica | 1961        |
| Club Deportivo Tenerife           | España     | 1962 - 1963 |
| Real Oviedo                       | España     | 1963 - 1964 |
| Real Murcia Club de Fútbol        | España     | 1964 - 1965 |
| Córdoba Club de Fútbol            | España     | 1965 - 1966 |
| Hércules Club de Fútbol           | España     | 1966 - 1967 |
| Selección de fútbol de España     | España     | 1968 - 1969 |
| Real Oviedo                       | España     | 1971 - 1973 |

## Palmarés
| Título                                  | Club                 | Año  |
| --------------------------------------- | -------------------- | ---- |
| Primera División                        | Club Sport Herediano | 1961 |
| Torneo de Copa de Costa Rica            | Club Sport Herediano | 1961 |
| Campeonato Centroamericano y del Caribe | Costa Rica           | 1961 |

| Predecesor: Domingo Balmanya | Entrenador de la Selección de fútbol de España 1968-1969 | Sucesor: Luis Molowny |